# Eckley (Colorado)
Eckley es un pueblo ubicado en el condado de Yuma en el estado estadounidense de Colorado. En el Censo de 2010 tenía una población de 257 habitantes y una densidad poblacional de 208,03 personas por km².

## Geografía
Eckley se encuentra ubicado en las coordenadas 40°6′45″N 102°29′19″O / 40.11250, -102.48861. Según la Oficina del Censo de los Estados Unidos, Eckley tiene una superficie total de 1.24 km², de la cual 1.24 km² corresponden a tierra firme y (0%) 0 km² es agua.

## Demografía
Según el censo de 2010, había 257 personas residiendo en Eckley. La densidad de población era de 208,03 hab./km². De los 257 habitantes, Eckley estaba compuesto por el 94.16% blancos, el 0% eran afroamericanos, el 0.39% eran amerindios, el 0.39% eran asiáticos, el 0% eran isleños del Pacífico, el 4.67% eran de otras razas y el 0.39% pertenecían a dos o más razas. Del total de la población el 15.95% eran hispanos o latinos de cualquier raza.